# Lotononis bullonii
Lotononis bullonii är en ärtväxtart som beskrevs av Marie Louis Emberger och René Charles Maire. Lotononis bullonii ingår i släktet Lotononis och familjen ärtväxter. Inga underarter finns listade i Catalogue of Life.